# ASZU–85
Az ASZU–85 (oroszul: АСУ – Авиадесантная самоходная установка, magyar átírásban: aviagyeszantnaja szamohodnaja usztanovka, magyarul: légideszant-önjáróeszköz, a 85-ös szám a löveg űrméretére utal) szovjet önjáró páncéltörő ágyú, melyet az 1950-es évek végén fejlesztettek ki a Mityiscsi Gépgyár (MMZ) tervezőirodájában. A légi szállíthatóságú és ejtőernyővel ledobható harcjármű a szovjet légideszant-hadosztályok alapvető páncéltörő-tűztámogató eszköze volt az 1960-as években. A jármű a PT–76 úszó harckocsi alvázán alapul. Az önjáró löveget 1959-ben rendszeresítették a Szovjetunióban és az 1960-as évek végéig maradt szolgálatban, amikor a BMD–1 deszantharcjármű váltotta fel.

## Története
A harcjárművet a Mityiscsi Gépgyárban működő OKB–40 tervezőirodában fejlesztették ki Nyikolaj Asztrov főkonstruktőr irányításával, akinek a nevéhez számos korábbi könnyű harckocsi tervezése fűződött. A tervezőmunka 1951-ben kezdődött el. A cél egy olyan légi szállítású önjáró tüzérségi eszköz kifejlesztése volt, amely képes a harckocsi- és gépesített lövész csapatokkal, valamint a légideszant-egységekkel együtt haladni és számukra páncéltörő támogatást biztosítani. Ebben a szerepkörben az 1950-es évek elejétől már szolgálatban állt az ASZU–57 légideszant-páncélvadász, de annak képességei korlátozottak voltak és tűzereje elégtelen volt.
A fejlesztéshez a PT–76-os úszó harckocsit vették alapul, de annak úszóképességét nem tartották meg. Az első, Objekt 573 jelzésű prototípust 1953 második felére készítették el, amelyet 85 mm-es páncéltörő ágyúval szereltek fel. A könnyű, kompakt kialakítás miatt torony nélküli elrendezést kapott a harcjármű, a löveget gömbcsuklóval rögzítették a homlokpáncélhoz. Az első prototípust 1954-ben tesztelték. Az első prototípust három példányból álló, javított kísérleti sorozat követte. Ezekkel a járműveket 1956–1957 között tesztelte a hadsereg. Az első prototípusban még meghagyták a PT–76-os harckocsi V–6 dízelmotorját (amely a V–54-es harckocsimotor fele volt), de az azt követő kísérleti példányokba már a JaMZ–206V típusú kétütemű dízelmotorokat szerelték. A szovjet katonai vezetésnek és a kormányzatnak, illetve személy szerint a harcjárműgyártást felügyelő Vjacseszlav Malisev miniszterelnök-helyettesnek ugyanis határozott kívánsága volt, hogy a harcjárműhöz lehetőség szerint  rendelkezésre álló tehergépkocsi motorokat kell használni.
A Szovjetunió Minisztertanácsának 1958. augusztus 6-i rendeletében született döntés a rendszeresítésről és a sorozatgyártásról. A jármű kezdetben a SZU–85 típusjelzést kapta, ugyanazt, mint a T–34-en alapuló SZU–85 önjáró löveg típusjelzése, és először a szárazföldi csapatoknál kívánták rendszeresíteni a SZU–76-os önjáró lövegek helyett. Ott azonban a páncéltörő rakéták megjelenése és elterjedése miatt ilyen önjáró páncéltörő löveg iránt nem mutatkozott nagy igény.  Emellett  a sebessége is alacsonyabb volt az elvárásoknál, a jármű nem tudott volna együtt mozogni a harckocsikkal. A sorozatgyártás 1959-ben kezdődött el a Mityiscsi Gépgyárban, de a tényleges nagy sorozatú gyártás csak 1961-ben indult el. A sorozatgyártású harcjárműveket már zárt küzdőtérrel gyártották, ellentétben a tesztpéldányok felülről nyitott páncéltestével. A harcjárművet végül a légideszant-csapatoknál rendszeresítették, ahol az ASZU–85 jelzést kapta. Először az 1962-es májusi díszszmlén mutatták be nyilvánosan. Az 1964-ig tartó sorozatgyártás során több mint 500 darabot készítettek.
A jármű a fejlesztés időszakában még újszerű konstrukciónak és korszerű harcjárművek számított. Az elhúzódó fejlesztés miatt mire a jármű az 1960-as években a csapatokhoz került, már elavultnak számított. Ehhez járult még hozzá a páncéltörő rakéták gyors elterjedése, ami az ilyen páncéltörő lövegek létjogosultságát megkérdőjelezte. Emiatt rövid ideig gyártották és viszonylag kis példányszámban készült. A légideszant-csapatoktól a korszerűbb elvek alapján készült BMD–1 gyorsan kiszorította, habár kis mennyiségben még az 1990-es években is használták.
A jármű egyik gyenge pontja volt a légvédelmi fegyverzet kezdeti hiánya. Ennek kiküszöbölésére az ASZU–85M jelzésű modernizált változatot 12,7 mm-es DSKM légvédelmi géppuskával szerelték fel, amelyet a parancsnoki búvónyílás fölött egy forgatható kereten helyeztek el. Emiatt azonban ennél a változatnál a fő fegyverzet lőszerjavadalmazása 39 darabra csökkent.
Habár eredetileg repülőgépből történő ejtőernyős deszantra tervezték, az ehhez szükséges P–16 típusú ejtőernyősdeszant-platformot csak 1972-ben rendszeresítették. A gyakorlatban a harcjármű  ténylegesen csak légi szállítású volt, a deszantolás a leszállópályán történt.

## Jellemzői

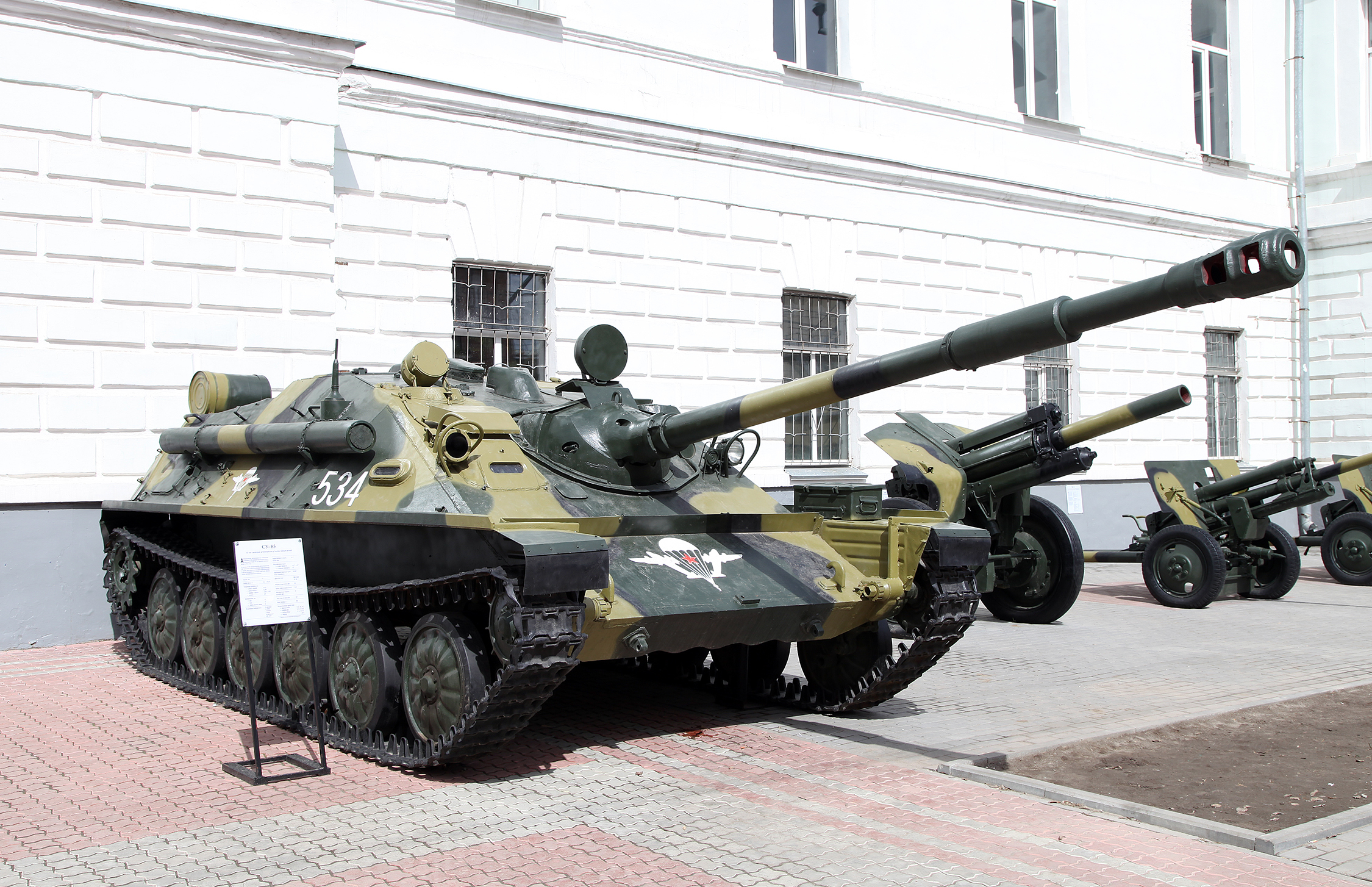
Múzeumban kiállított ASZU–85 önjáró löveg

A jármű páncélteste a PT–76-osén alapult. Megtartották annak futóművét és erőátviteli rendszerét. A PT–76-os V–6 típusú dízelmotorja helyett az ASZU–85-be a Jaroszlavli Motorgyár JaMZ–206V dízelmotorját építették, amely a JaMZ–206 tehergépkocsi-motor módosított változata volt. A PT–76-os úszóképességét azonban nem tartották meg. A teljesen zárt páncéltest három részre tagozódik: elöl a vezetőállás, középen a küzdőtér és hátul a motortér. A páncéltestet hengerelt acéllemezekből hegesztéssel állították elő. Legerősebb páncélvédelemmel a homloklemez rendelkezett, amely 45 mm-es, 60°-ban döntött acéllemezből készült. A tetőlemez 13 mm-es, a fenéklemez 15 mm-es vastagságú. A páncélzat kis-  és közepes űrméretű páncéltörő lövedékek ellen nyújtott védelmet.
A harcjármű kezelőszemélyzete négy főből állt. Elől. A különálló vezetőállásban foglalt helyet a jármű vezetője. A középen elhelyezkedő küzdőtérben a lövegtől balra az irányzó, a lövegtől jobbra, egymás mögött a töltőkezelő és a parancsnok foglalt helyet.
Fő fegyverzetét a D–70 típusú (GRAU-kódja: 2A15) huzagolt csövű, 85 mm-es, L/67 űrmérethosszú páncéltörő ágyú képezte, amely a Petrov-féle D–48 páncéltörő ágyún alapult. Az 1865 kg tömegű löveget a páncéltest homloklemezébe gömbcsuklóval építették be. Ez függőleges síkban -4,5° és +15° kitérést, míg oldalirányba jobbra és balra is 15°-os kitérést tett lehetővé. A löveg függőlegesen mozgó ékzárral rendelkezett, amortizátorral, csőszájfékkel és füstelszívóval is ellátták. A D–70-es löveghez ugyanazokat a lőszertípusokat használták, mint a D–48-as ágyúhoz: 3BK–7 kumulatív gránátot, BR–372 típusú űrméret alatti nyíllövedék és OF–372 típusú repesz-romboló gránátokat. A harcjármű lőszer-javadalmazása 45 darab volt. A D–70-es löveg hatásos lőtávolsága 1150 m, maximális lőtávolsága 1 km. A hatásos lőtávolságon belül 192 mm-es páncél átütésére volt képes. Kiegészítő fegyverzete a löveggel párhuzamosított 7,62 mm-es PTK vagy SZGMT típusú géppuska volt 2000 darabos lőszer-javadalmazással.

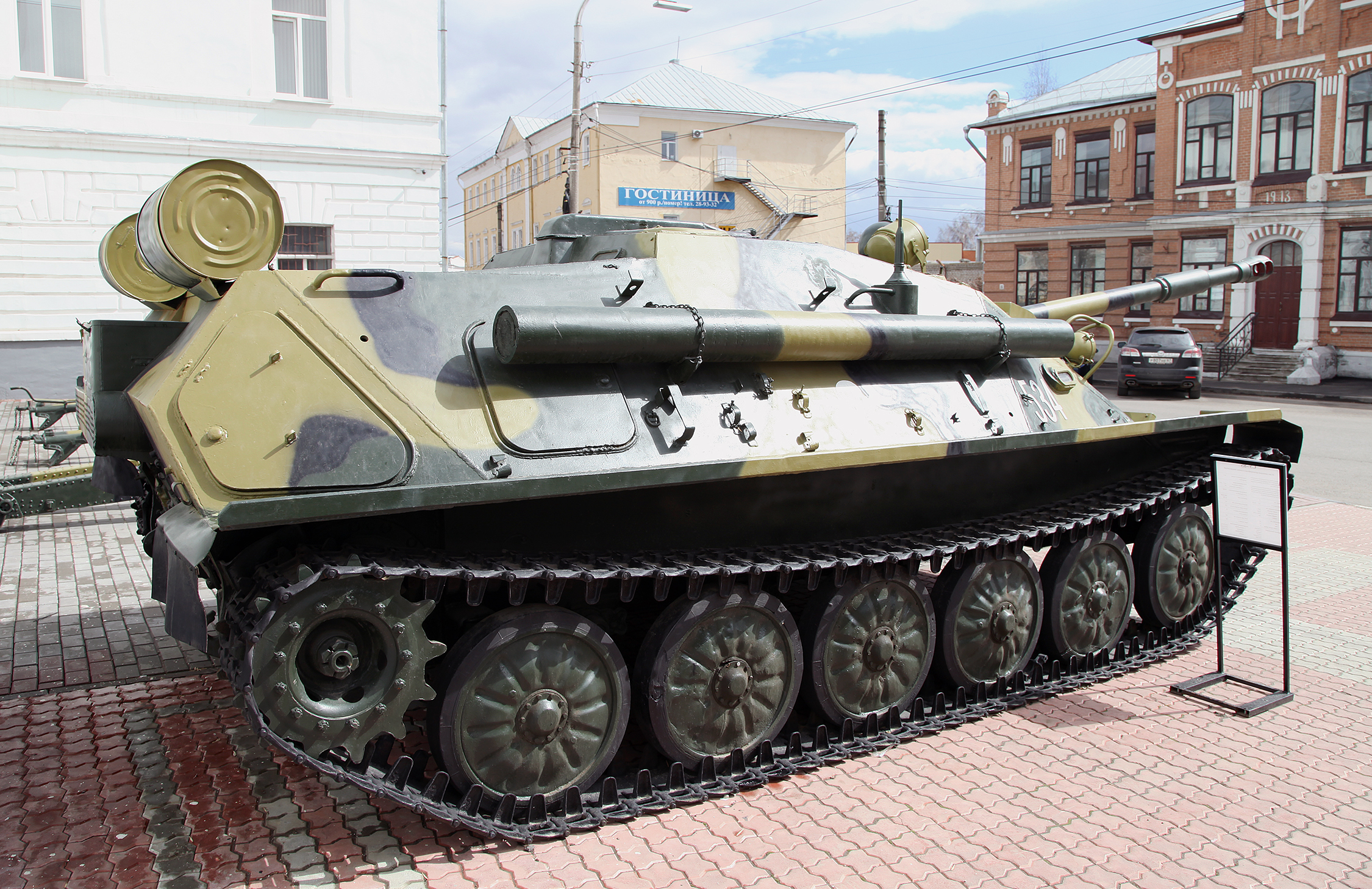
Az ASZU–85 páncéltestének hátsó része. Jól láthatók a hátul rögzített hengeres alakú BSD–5 füstgenerátorok

A löveg és a géppuska közvetlen irányzásához TSK–2–79 típusú irányzótávcsövet építettek be. Az éjszakai harctevékenységhez TPN1–79–11 típusú passzív infravörös éjszakai irányzék állt rendelkezésre, a célterület megvilágítását a lövegbölcső fölött elhelyezett L–2 típusú infravörös fényszóró biztosította. A közvetett irányzáshoz a harcjármű egy SZ–71–79 típusú panorámairányzékot kapott.
A harcjárművet R–113 harckocsirádióval és R–120 típusú belső beszélőrendszerrel látták el. A küzdőtér hermetizált, ABV védelemmel rendelkezik. A járművet az álcázásához BDS–5 füstgenerátorral szerelték fel. A kéthengeres, hordó alakú füstgenerátort a páncéltest hátfalára rögzítették.